# Asic
Asic, auch Asik, Asig oder Aesic († 28. Juli 936) war ein sächsischer Großer, der im Sommer des Jahres 936 als Heerführer Heinrichs I. eine vernichtende Niederlage gegen ein böhmisches Heer unter Boleslav I. erlitt.
Asics Herkunft ist unbekannt. Aufgrund seiner Stellung als Heerführer muss es sich jedoch um eine hochgestellte Persönlichkeit des Ostfrankenreiches gehandelt haben. Zudem begegnet der Name in Gedenkeinträgen der Sippe um Thietmar und seine Söhne Siegfried und Gero, ohne dass sich jedoch eine Übereinstimmung mit der Person des Heerführers erweisen ließe. Dennoch ist vermutet worden, bei Asic könnte es sich um den Sohn oder den Onkel Siegfrieds oder sogar um diesen selbst gehandelt haben.
Widukind von Corvey berichtet in seiner um das Jahr 967 entstandenen Sachsengeschichte, Asic sei mit einem Heer in slawisches Gebiet entsandt worden, um dort einem mit Heinrich I. verbündeten slawischen Fürsten gegen Boleslav I. beizustehen. Das přemyslidische Herrscherhaus konkurrierte mit Heinrich I. um die Oberherrschaft über die zersplitterten slawischen Stämme östlich der Saale. Asic, der bei Widukind ohne Titel oder Herkunftsbezeichnung erwähnt wird, führte ein Aufgebot aus Sachsen aus dem Hochseegau und Thüringern sowie die „Merseburger Legion“ (legio Mesaburiorum). Dabei handelte es sich um eine vom König aufgestellte Truppe aus verschonten Dieben und Räubern, die um Merseburg angesiedelt war. Sowohl Asic als auch Boleslav I. teilten ihr Heer. Während Boleslav I. die Thüringer in die Flucht schlug, besiegte Asic den anderen böhmischen Heeresteil. Boleslav I. sammelte seine versprengten Krieger und überraschte die sorglosen Sachsen, als sie auf dem Schlachtfeld die Leichen fledderten und die Verwundeten versorgten. Im anschließenden Kampf vernichtete Boleslav I. das sächsische Aufgebot. Asic fiel.
Möglicherweise gilt Asic der Eintrag eines Asic comes am 28. Juli im Nekrolog der Kirche St. Michael in Lüneburg.